# Karcz (Śmiarowo)
Karcz – dawniej osada młyńska, obecnie część wsi Śmiarowo w Polsce, położona w województwie podlaskim, w powiecie kolneńskim, w gminie Mały Płock.

## Historia
W latach 1921–1939 wieś leżała w województwie białostockim, w powiecie kolneńskim (od 1932 w powiecie łomżyńskim), w gminie Rogienice.
Według Powszechnego Spisu Ludności z 1921 roku mieszkało tu 6 osób w 1 budynku. Wszyscy mieszkańcy byli wyznania ewangelickiego. Miejscowość należała do parafii ewangelickiej w m. Łomży. Podlegała pod Sąd Grodzki w Stawiskach i Okręgowy w Łomży; właściwy urząd pocztowy mieścił się w m. Mały Płock.
W latach 1975–1998 miejscowość należała administracyjnie do województwa łomżyńskiego.